# Кусмук, Саня
Саня Кусмук (босн. Sanja Kusmuk / серб. Сања Кусмук, род. 17 марта 1996 года, Соколац) — боснийская лыжница и биатлонистка, участница зимних Олимпийских игр 2022.

## Биография
Саня Кусмук родилась 17 марта 1996 года в городе Соколац Республики Сербской.
Лыжными гонками Кусмук начала заниматься в 2008 году. Прийти в лыжный спорт Сане предложил её младший брат, который начал посещать лыжный клуб. Кусмук не умела кататься на лыжах и перед тем, как прийти на первую тренировку, занималась с братом.
Представляет лыжный клуб «SK Romanija», находящийся в Пале.
Является техническим секретарём Ассоциации лыжного спорта Боснии и Герцеговины.

### Спортивная карьера
В 2012 году Саня Кусмук выступила на своих первых международных соревнованиях — на Кубке Балкан по лыжным гонкам, где заняла 7-е и 9-е место в гонках на 5 км свободным стилем.
В биатлоне на международном уровне впервые выступила в 2013 году на чемпионате мира среди юниоров в Обертиллиахе, где была 69-й в спринте и 84-й в индивидуальной гонке.
В сезоне 2015/2016 дебютирована на Кубке IBU по биатлону в шведском Идре. В биатлонном сезоне лучшим личным результатом было 67-е место в спринте на этапе в Валь-Мартелло. В феврале 2015 года на Кубке Балкан по лыжным гонкам в Златиборе заняла 3-е место в гонке на 5 км.
В 2016 году на Кубке Балкан по лыжным гонкам в Пале Кусмук заняла 3-е место в гонке на 5 км свободным стилем, а по результатам сезона была 4-й в общем зачёте.
2017 год на Кубке Балкан прошёл успешно для Сани: в гонках на 5 км свободным стилем в Пале она выиграла 2 золота, а потом ещё одно золото и серебро взяла в Маврово. Выступила на чемпионате мира по лыжным гонкам 2017 года, где заняла 81-е место в спринте свободным стилем.
В 2018 году приняла участие в чемпионате Европы по биатлону, заняв в спринте 103 место. На Кубке Балкан по лыжным гонкам взяла бронзу в гонке на 5 км в Златиборе.
В 2019 году Кусмук проводит успешный сезон на Кубке Балкан: сначала берёт бронзу на дистанции 5 км в греческой Пигадии, дважды выигрывает гонки на 5 км в Сьенице, занимает 3-е место на 5 км в Равна-Горе, ещё две бронзы берет в Пале в гонках на 5 и 10 км. В итоге Кусмук занимает 2-е место в зачёте Кубка Балкан. На чемпионате мира по лыжным гонкам 2019 заняла 87-е место в спринте свободным стилем.
В декабре 2019 года дебютировала на Кубке мира по лыжным гонкам в Давосе, где заняла 64-е место в спринте и 66-е на дистанции 10 км. В 2020 году дважды становится третьей на Кубке Балкан в Маврово на дистанции 5 км свободным стилем.
В 2021 году на чемпионате мира по лыжным гонкам была 94-й в спринте классическим стилем и 84-й в гонке на 10 км свободным стилем.
В сезоне 2021/2022 на Кубке IBU по биатлону лучшим личным результатом стало 66-е место в спринте на этапе в Ленцерхайде.
В 2022 году представляла Боснию и Герцеговину на зимних Олимпийских играх в лыжных гонках. В спринте свободным стилем Кусмук заняла последнее место в квалификации. Участие в масс-старте не приняла по состоянию здоровья.
В 2023 году на чемпионате Европы по биатлону выступала только в смешанной эстафете, команда заняла 22-е место. На чемпионате мира по лыжным гонкам заняла 99-е место в индивидуальной гонке на 10 км.

## Результаты

### Лыжные гонки
Олимпийские игры
| Год  | Место проведения | Спринт СС | Командный спринт | 10 км КС | 7,5+7,5 км скиатлон | 30 км масс-старт СС | Эстафета |
| ---- | ---------------- | --------- | ---------------- | -------- | ------------------- | ------------------- | -------- |
| 2022 | Пекин            | 89        | —                | —        | —                   | DNS                 | —        |

Чемпионаты мира
| Год  | Место проведения | Спринт | Командный спринт | 10 км | 7,5+7,5 км скиатлон | 30 км масс-старт | Эстафета |
| ---- | ---------------- | ------ | ---------------- | ----- | ------------------- | ---------------- | -------- |
| 2017 | Лахти            | 81     | —                | —     | —                   | —                | —        |
| 2019 | Зефельд          | 87     | —                | —     | —                   | —                | —        |
| 2021 | Оберстдорф       | 94     | —                | 84    | —                   | —                | —        |
| 2023 | Планица          | —      | —                | 99    | —                   | —                | —        |

Кубок Балкан
Результаты сезонов
- 2012 — 28-е место (65 очков)
- 2013 — 15-е место (90 очков)
- 2014 — 5-е место (90 очков)
- 2015 — 16-е место (125 очков)
- 2016 — 4-е место (220 очков)
- 2017 — 2-е место  (555 очков)
- 2018 — 8-е место (315 очков)
- 2019 — 2-е место  (602 очков)
- 2020 — 5-е место (422 очков)
- 2021 — 9-е место (234 очков)
- 2022 — 12-е место (140 очков)

### Биатлон
Чемпионаты Европы
| Год  | Место проведения | Спринт | Гонка преследования | Индивидуальная гонка | Смешанная эстафета |
| ---- | ---------------- | ------ | ------------------- | -------------------- | ------------------ |
| 2018 | Риднау           | 103    | —                   | —                    | —                  |
| 2023 | Ленцерхайде      | DNS    | —                   | —                    | 22                 |

Чемпионаты мира среди юниоров
| Год  | Место проведения | Категория | Спринт | Гонка преследования | Индивидуальная гонка | Эстафета |
| ---- | ---------------- | --------- | ------ | ------------------- | -------------------- | -------- |
| 2013 | Обертиллиах      | U19       | 69     | —                   | 84                   | —        |
| 2015 | Минск            | U19       | 67     | —                   | 62                   | —        |

Чемпионаты Европы среди юниоров
| Год  | Место проведения | Спринт | Гонка преследования | Индивидуальная гонка |
| ---- | ---------------- | ------ | ------------------- | -------------------- |
| 2013 | Банско           | 48     | DNS                 | 51                   |
| 2014 | Нове-Место       | 60     | DNS                 | —                    |